# Bovesia

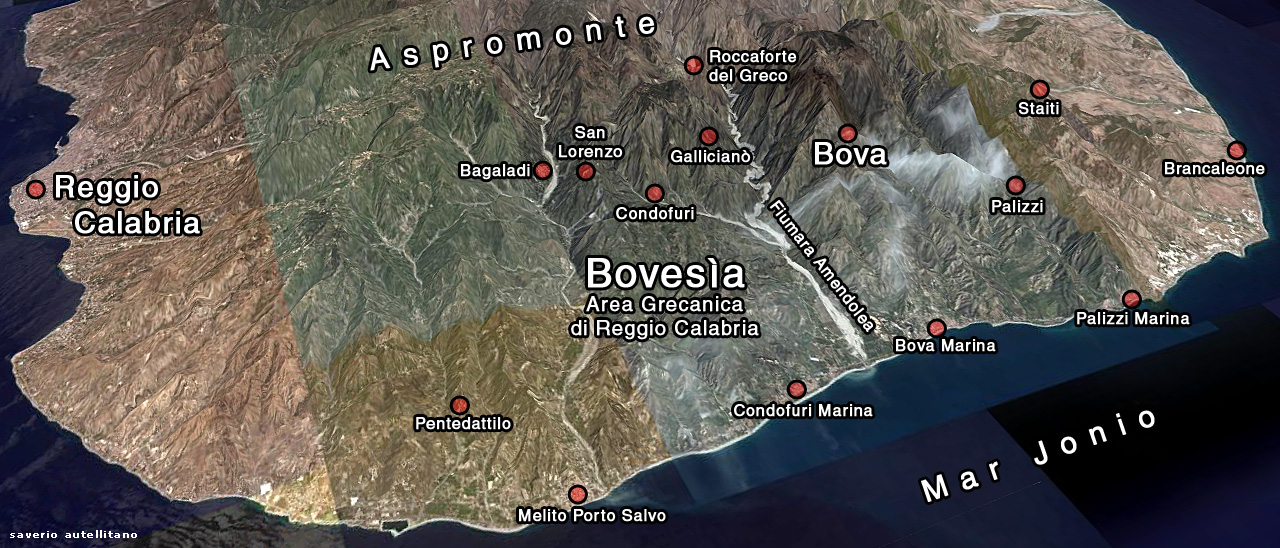
Mapa de Bovesia.

Bovesia (en otro tiempo conocida como Grecia Calabra) es una de las dos áreas greco hablantes del sur de Italia, junto con Grecia Salentina. 
Está situada en la punta de Calabria, cerca de Reggio, y está formada por nueve localidades. Su población es ostensiblemente pequeña en comparación con la de Grecia Salentina, la cual se sitúa cercana a Lecce.
El lenguaje griego hablado en Italia, conocido con los nombres de grico, griko, greco-bovese o greco-calabro, se escribe con caracteres romanos y difiere bastante del griego moderno. El griko no es un lenguaje homogéneo desde que es utilizado en dos enclaves distintos y separados geográficamente como Bovesia y Grecia Salentina.
Bovesia es un territorio muy montañoso, y de complicado acceso. En tiempos recientes, muchos habitantes del lugar han dejado las montañas para vivir cerca de la costa. Los gricohablantes de Calabria viven en las localidades de Bova Superiore, Bova Marina, Roccaforte del Greco, Condofuri, Bagaladi, Palizzi y Gallicianò. Las ciudades de Ghorio (fracción de Roghudi) y Roghudi fueron abandonadas tras las inundaciones de 1971 y 1972, y sus habitantes fueron reubicados en Mélito di Porto Salvo.
El número de gricohablantes es muy limitado en Bovesia. Algunos autores hablan de 3900 gricohablantes a finales de la década de 1970, principalmente en Roghudi y Gallicianò (fracción de Condofuri). El número se estima que ha descendido cerca del 70% desde la década de 1950.
Bovesia ha perdido gran parte de su población autóctona, especialmente en las áreas montañosas. Cerca del 10% de la población nativa, ha dejado el área en una onda de emigración durante la década de 1960, a causa del poco trabajo, la crisis industrial y el mal momento de la agricultura. Esto contrasta con el hecho de que alrededor del 80% de la actual población de Bovesia vino a la región a causa del crecimiento de la industria turística, el establecimiento de segundas residencias y la creación de nuevas industrias. Cerca del 30% de la población trabaja en el sector primario, el 35% en el sector secundario y el 35% restante en el sector servicios. Aun así, la región posee un alto índice de población activa desempleada.
El griko es una lengua que combina griego antiguo, elementos griegos, italianos y bizantinos. Los griegos la llaman a menudo la lengua katoitaliótika (griego: "italiano meridional") y a veces calabrés, aunque el último puede también servir como eufemismo para una lengua griego-italiana.
Dos comunidades de grikoparlantes sobreviven hoy en Calabria y Salento. El área de grikohablantes de Salento abarca nueve ciudades pequeñas en la región de Grecia Salentina (Calimera, Martano, Castrignano de' Greci, Corigliano d'Otranto, Melpignano, Soleto, Sternatia, Zollino, Martignano), con un total de 40.000 habitantes. La población de Bovesia es ostensiblemente menor.

## Teorías principales con respecto al origen delgriko
- Teoría de Morosi (1870), asegura que el griko proviene de la lengua de los colonos bizantinos en el siglo IX.

- La teoría de Gerhard Rohlfs y G. Hatzidakis dice que las raíces del griko vienen de más lejos en la historia, se remonta a la época de la colonización del griego antiguo de la Magna Graecia, en el siglo VIII a. C.

Este último es movido hacia atrás por la evidencia con respecto a la multiplicidad de palabras dóricas y de otros términos del griego antiguo del vocabulario en griko. El griko y el griego moderno son mutuamente inteligibles a un cierto grado.
Hay abundantes tradiciones y folclores orales ricos de griko. Las canciones, la música y la poesía de griko son particularmente populares en Italia y Grecia. Los grupos famosos de la música de Salento incluyen Ghetonia y Aramirè. También, los artistas griegos influyentes tales como Dionysis Savvopoulos y Maria Farantouri se han realizado en el griko.
El parlamento italiano ha reconocido a la comunidad grikoparlante del sur de Italia como minoría étnica y lingüística, bajo el nombre de "Etnia Griko-Salentina" (minoría lingüística de la pertenencia étnica de Griko-Salentina).
- Datos: Q848626